# McKee Creek
McKee Creek är ett vattendrag i Kanada.   Det ligger i provinsen British Columbia, i den västra delen av landet, 4 100 km väster om huvudstaden Ottawa. McKee Creek ligger vid sjön Atlin Lake.
Trakten runt McKee Creek är nära nog obefolkad, med mindre än två invånare per kvadratkilometer.